# Château-Rouge
Pour les articles homonymes, voir Château (homonymie) et Rouge (homonymie).
Pour l’article ayant un titre homophone, voir Château Rouge.
Château-Rouge est une commune française située dans le département de la Moselle en région Grand Est, dans le bassin de vie de la Moselle-Est.

## Géographie

### Communes proches
| Bouzonville | Heining-lès-Bouzonville | Vœlfling-lès-Bouzonville |
| Oberdorff   | Château-Rouge           | Villing                  |
|             | Tromborn                |                          |

### Hydrographie
La commune est située dans le bassin versant du Rhin au sein du bassin Rhin-Meuse. Elle est drainée par le ruisseau l'Ihnerbach.

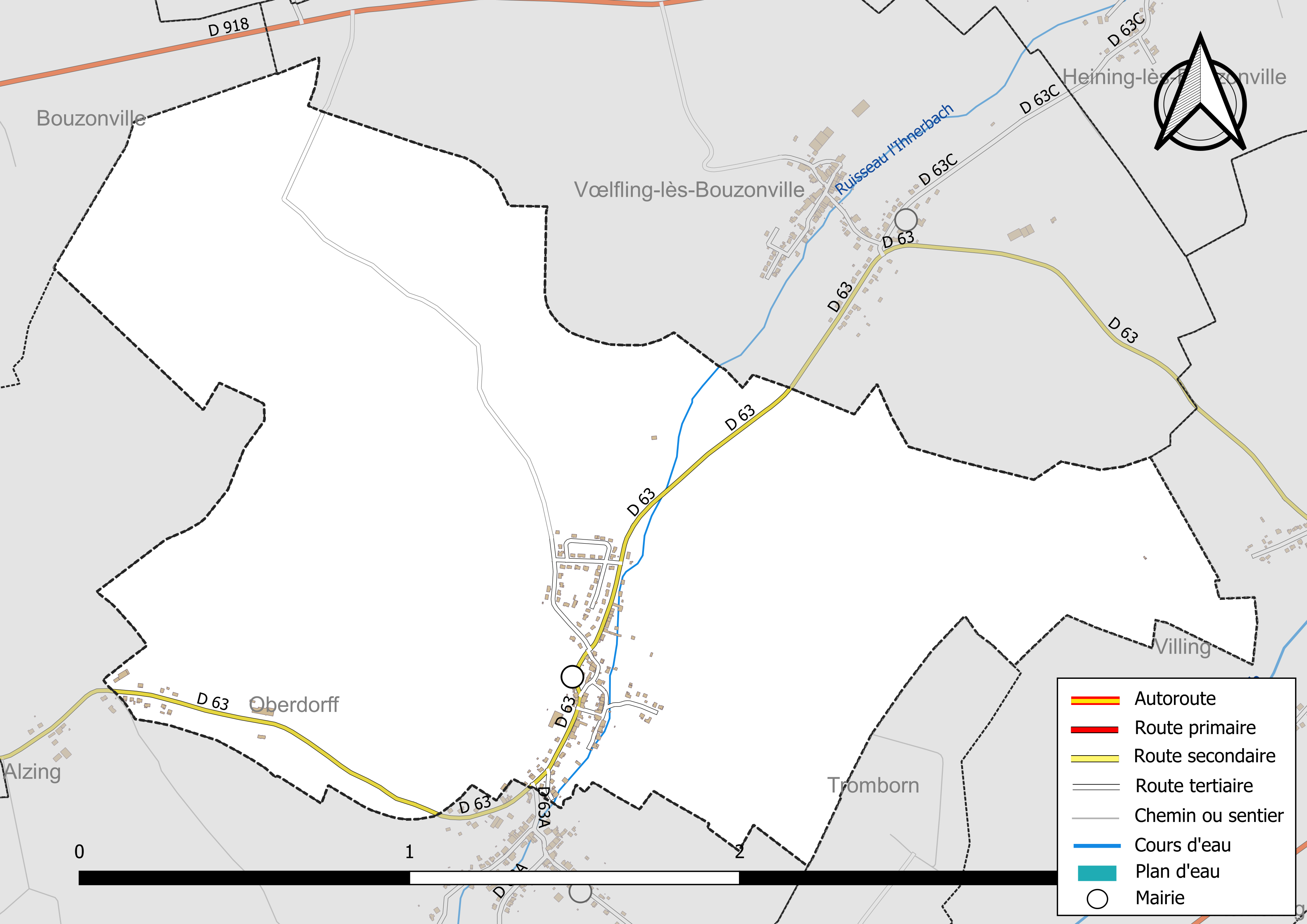
Réseaux hydrographique et routier de Château-Rouge.

### Climat
Pour des articles plus généraux, voir Climat du Grand Est et Climat de la Moselle.
En 2010, le climat de la commune est de type climat de montagne, selon une étude du Centre national de la recherche scientifique s'appuyant sur une série de données couvrant la période 1971-2000. En 2020, Météo-France publie une typologie des climats de la France métropolitaine dans laquelle la commune est exposée à un climat semi-continental et est dans la région climatique  Lorraine, plateau de Langres, Morvan, caractérisée par un hiver rude (1,5 °C), des vents modérés et des brouillards fréquents en automne et hiver. 
Pour la période 1971-2000, la température annuelle moyenne est de 9,5 °C, avec une amplitude thermique annuelle de 17 °C. Le cumul annuel moyen de précipitations est de 822 mm, avec 12,2 jours de précipitations en janvier et 9,2 jours en juillet. Pour la période 1991-2020, la température moyenne annuelle observée sur la station météorologique de Météo-France la plus proche, « Seingbouse », sur la commune de Seingbouse à 25 km à vol d'oiseau, est de 10,5 °C et le cumul annuel moyen de précipitations est de 731,4 mm. 
La température maximale relevée sur cette station est de 37,9 °C, atteinte le 25 juillet 2019 ; la température minimale est de −17 °C, atteinte le 20 décembre 2009,,. 
Les paramètres climatiques de la commune ont été estimés pour le milieu du siècle (2041-2070) selon différents scénarios d'émission de gaz à effet de serre à partir des nouvelles projections climatiques de référence DRIAS-2020. Ils sont consultables sur un site dédié publié par Météo-France en novembre 2022.

## Urbanisme

### Typologie
Au 1er janvier 2024, Château-Rouge est catégorisée commune rurale à habitat dispersé, selon la nouvelle grille communale de densité à sept niveaux définie par l'Insee en 2022.
Elle est située hors unité urbaine. Par ailleurs la commune fait partie de l'aire d'attraction de Bouzonville, dont elle est une commune de la couronne,. Cette aire, qui regroupe 12 communes, est catégorisée dans les aires de moins de 50 000 habitants,.

### Occupation des sols
L'occupation des sols de la commune, telle qu'elle ressort de la base de données européenne d’occupation biophysique des sols Corine Land Cover (CLC), est marquée par l'importance des territoires agricoles (77,5 % en 2018), en diminution par rapport à 1990 (78,6 %). La répartition détaillée en 2018 est la suivante : 
terres arables (61,9 %), forêts (18,4 %), prairies (13,3 %), zones urbanisées (4,2 %), zones agricoles hétérogènes (2,3 %). L'évolution de l’occupation des sols de la commune et de ses infrastructures peut être observée sur les différentes représentations cartographiques du territoire : la carte de Cassini (XVIIIe siècle), la carte d'état-major (1820-1866) et les cartes ou photos aériennes de l'IGN pour la période actuelle (1950 à aujourd'hui).

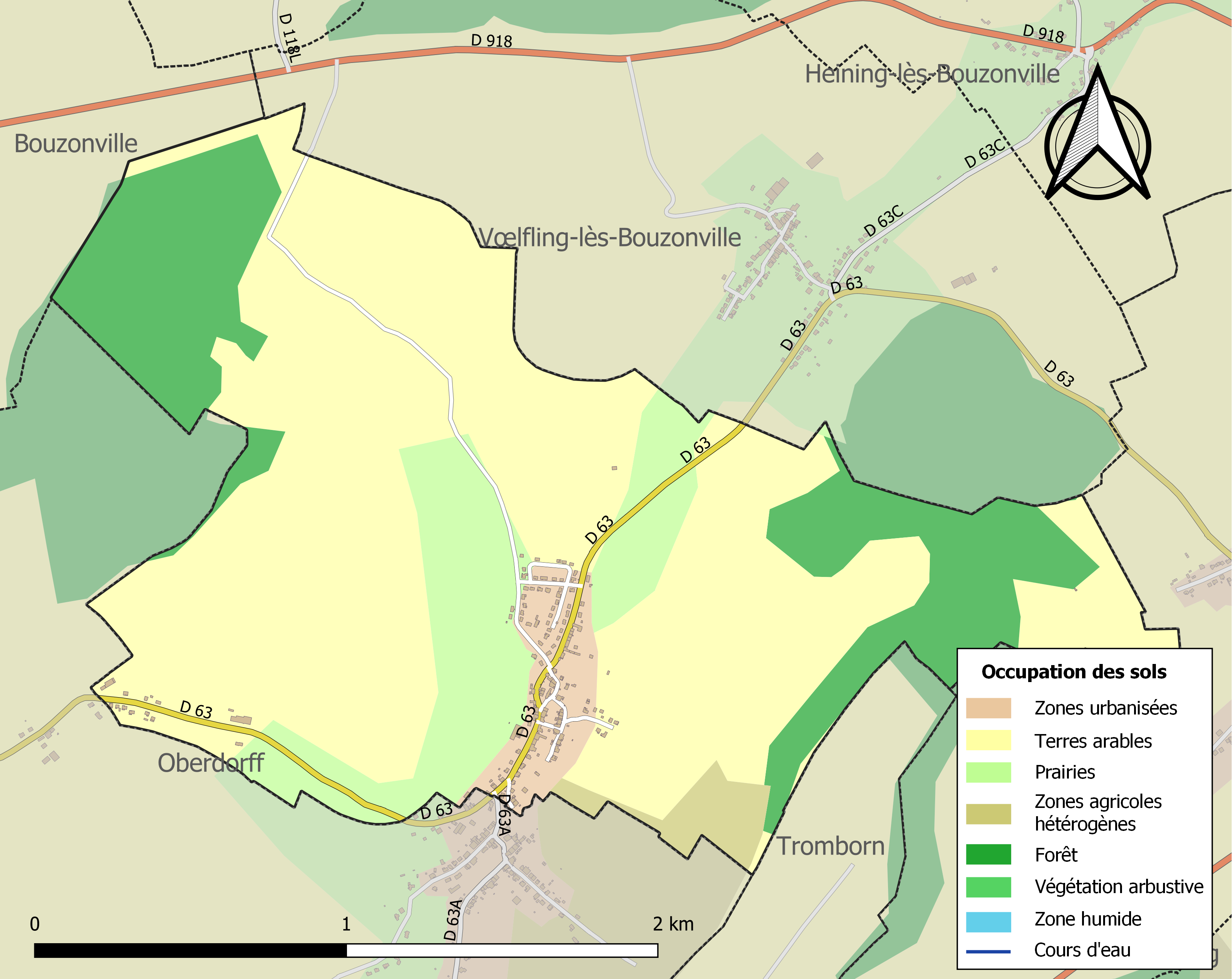
Carte des infrastructures et de l'occupation des sols de la commune en 2018 (CLC).

## Toponymie
- Ruchenestorf[13] et Ruchmestorf (1179), Rudendorff (XIIIe siècle), Rodendorp (1316), Rodendorff (1341), Rothonville (1344), Roedendorff (1484), Rudendorf (1544), Roudendorff (1627), Rodendorff (1633), Chasteau Rouge (1696), Château-Rouge et Rodendorf (1779), Château Rouge ou Rothdorf (1793), Rothdorff (an III)[14].
- En allemand : Rohtendorf[14] et Rothendorf (1871-1918). En francique lorrain : Roudendroff.
- Durant le XIXe siècle, Château-Rouge était également connu au niveau postal sous l'alias de Roudendorff[15].

## Histoire
C’est en 1158 qu’il est fait la première mention de Château-Rouge, seigneurie lorraine dépendant de Berus, lorsque le duc de Lorraine céda les dîmes du village à l’abbaye de Bouzonville. En 1341, Aubertin de Rodendorff, dont on ignore l’origine, apposa son sceau sur un traité de paix entre ses beaux-frères Arnould et Thierry de Felsberg et l’évêque de Metz.
Au XIVe siècle, la seigneurie passa par héritage entre les mains des Baldering, des Rapviller et des Craincourt. Ensuite au XVe siècle, la famille de Brandscheid en fit l’acquisition et à la suite de divers mariages, elle fut partagée entre les familles d’Eltz et de Metternich qui la conservèrent jusqu’au XVIIIe siècle. Ensuite la famille d’Eltz rassembla entre ses mains l’ensemble de la seigneurie ainsi que celle de Freistroff.
Le château brûla dans un incendie en 1935.
Dans la nuit du 18 au 19 février 1940, pendant la drôle de guerre, la commune est le théâtre d'un sanglant affrontement entre corps francs allemands et français. Vingt-quatre hommes du groupe franc du Ier bataillon du 6e RI, embarqués dans un camion conduits par deux hommes du 12e RIC, vont en direction de Château-Rouge. Après avoir dépassé la ferme Sainte-Marie en venant d'Alzing, ils sont pris en embuscade par le groupe franc du lieutenant Mempe. Le camion, croyant avoir affaire à des sentinelles françaises, stoppe tandis que les Allemands ouvrent le feu. Après plusieurs minutes d'échanges de tir, les Allemands déplorent deux blessés, dont le lieutenant Mempe, mais l'escouade française, entassée dans le camion, a été anéantie : vingt morts, cinq blessés graves et un seul survivant. Une stèle commémorative est installée au lieu de l'embuscade.

## Politique et administration

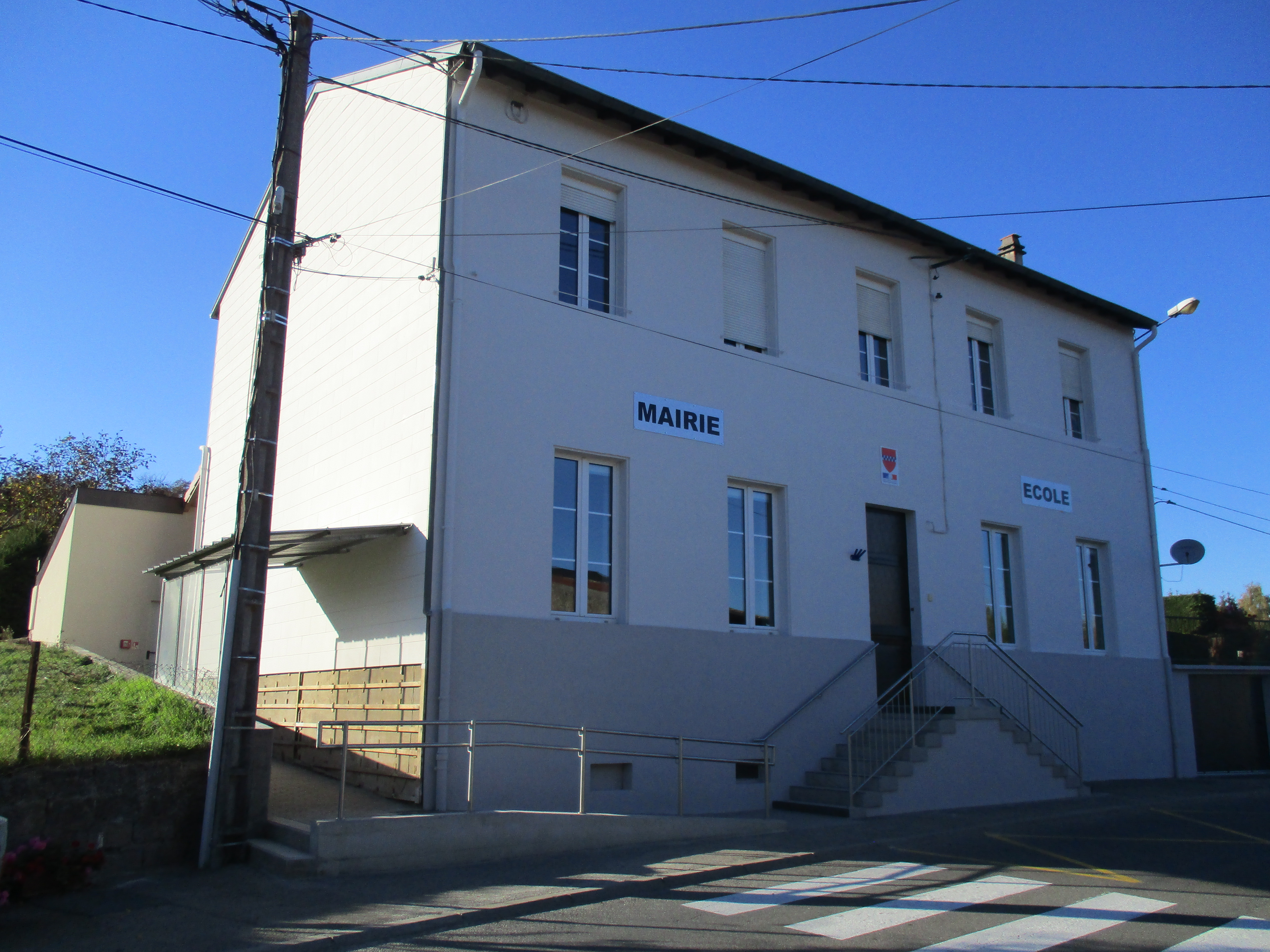
Mairie de Château-Rouge

| Période                                  | Période   | Identité        | Étiquette | Qualité |
| ---------------------------------------- | --------- | --------------- | --------- | ------- |
| Les données manquantes sont à compléter. |           |                 |           |         |
| mars 1989                                | mars 2008 | Roland Hoffmann |           |         |
| mars 2008                                | En cours  | René Bernard    |           |         |

## Démographie
L'évolution du nombre d'habitants est connue à travers les recensements de la population effectués dans la commune depuis 1800. Pour les communes de moins de 10 000 habitants, une enquête de recensement portant sur toute la population est réalisée tous les cinq ans, les populations de référence des années intermédiaires étant quant à elles estimées par interpolation ou extrapolation. Pour la commune, le premier recensement exhaustif entrant dans le cadre du nouveau dispositif a été réalisé en 2004.

En 2022, la commune comptait 297 habitants, en évolution de +1,02 % par rapport à 2016 (Moselle : +0,52 %, France hors Mayotte : +2,11 %).
| 1800 | 1806 | 1821 | 1836 | 1841 | 1861 | 1866 | 1871 | 1875 |
| ---- | ---- | ---- | ---- | ---- | ---- | ---- | ---- | ---- |
| 185  | 182  | 258  | 236  | 224  | 240  | 231  | 199  | 195  |

| 1880 | 1885 | 1890 | 1895 | 1900 | 1905 | 1910 | 1921 | 1926 |
| ---- | ---- | ---- | ---- | ---- | ---- | ---- | ---- | ---- |
| 200  | 176  | 180  | 161  | 172  | 153  | 172  | 164  | 206  |

| 1931 | 1936 | 1946 | 1954 | 1962 | 1968 | 1975 | 1982 | 1990 |
| ---- | ---- | ---- | ---- | ---- | ---- | ---- | ---- | ---- |
| 204  | 180  | 158  | 184  | 185  | 169  | 170  | 160  | 177  |

| 1999 | 2004 | 2006 | 2009 | 2014 | 2019 | 2022 | - | - |
| ---- | ---- | ---- | ---- | ---- | ---- | ---- | - | - |
| 179  | 218  | 229  | 219  | 278  | 286  | 297  | - | - |

## Culture locale et patrimoine

### Lieux et monuments

#### Édifices civils
- Vestiges d'un château du XIVe siècle : double porche du XVIIIe siècle, tour carrée.

#### Édifice religieux
- Église Saint-Maurice (1828).

### Héraldique
| Blason de Château-Rouge | Blason  | De gueules à la fasce échiquetée d'azur et d'argent de deux tires. |
| Blason de Château-Rouge | Détails | Le statut officiel du blason reste à déterminer.                   |

## Pour approfondir